# Beauvoir-sur-Mer
Beauvoir-sur-Mer är en kommun i departementet Vendée i regionen Pays de la Loire i västra Frankrike. Kommunen ligger i kantonen Beauvoir-sur-Mer som tillhör arrondissementet Les Sables-d'Olonne. År 2022 hade Beauvoir-sur-Mer 3 955 invånare.

## Befolkningsutveckling
Antalet invånare i kommunen Beauvoir-sur-Mer
| Referens: INSEE |